# بطاقة سلامة جوية

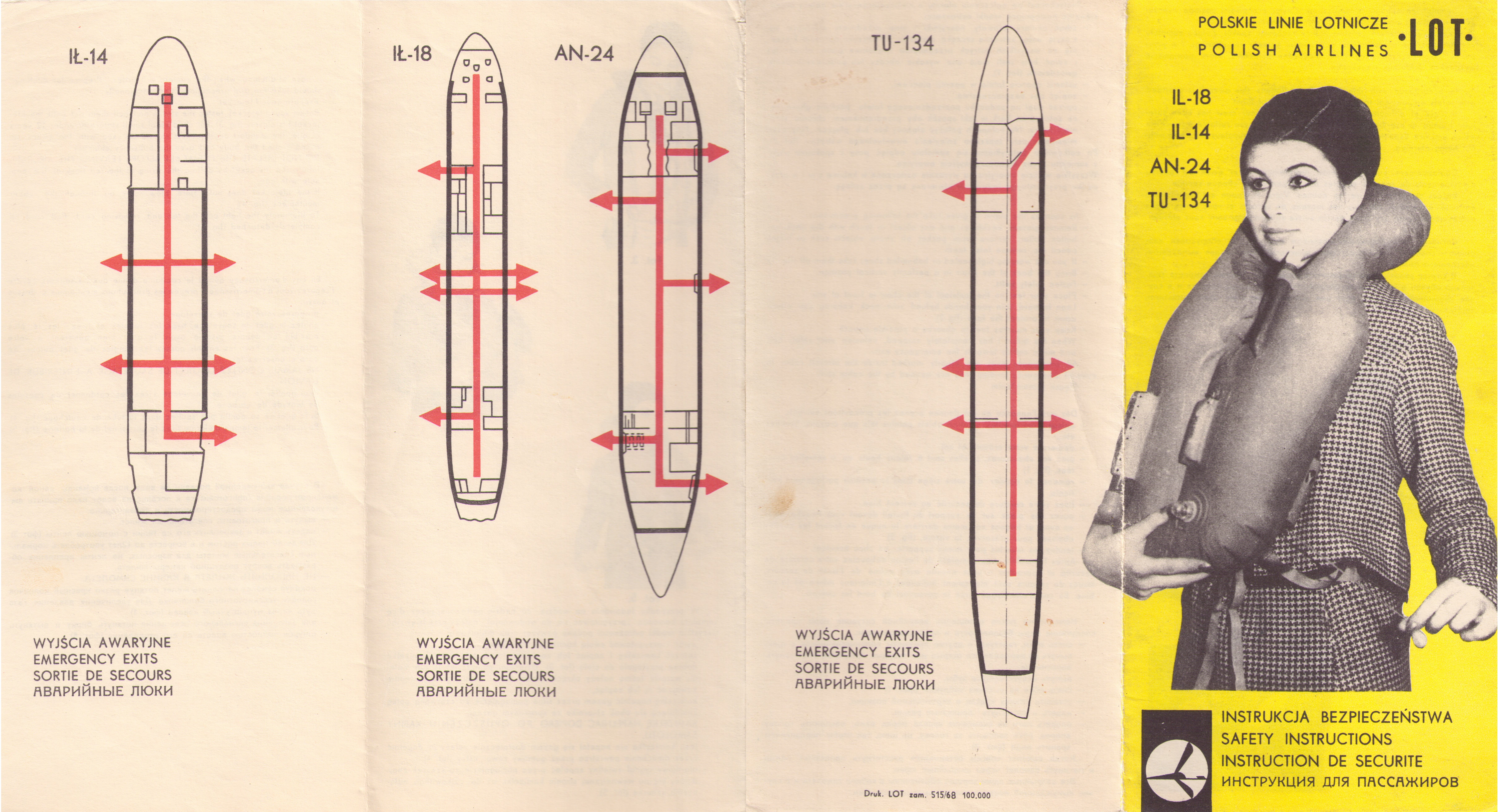
بطاقة سلامة جوية على خطوط لوت الجوية البولندية تعود لعام 1968 لطائرات إليوشن إي أل-18، إليوشن إي أل-14، أنتونوف أن-24 وتوبوليف تي يو 134.

بطاقة سلامة جوية (aircraft safety card) هي وثيقة توجه الركاب على متن الطائرة حول إجراءات التعامل مع مختلف حالات الطوارئ التي قد تنشأ أثناء الرحلة.
يتم توفير بطاقات السلامة من قبل شركات الطيران على جميع الرحلات التجارية، وتوضع عادة في جيب الجزء الخلفي من المقعد أمام كل راكب. يقدم عرض السلامة قبل الرحلة، والذي يقوم بها المضيفون أو من خلال عرض فيديو، تعليمات للركاب للتعرف على بطاقات السلامة قبل الإقلاع.
غالبا ما تكون البطاقات مغلفة أو مصنوعة من البلاستيك وتحتوي على تعليمات خاصة بنفس نوع الطائرة المستخدمة في الرحلة. وعادة ما تكون المحتويات على شكل صور توضح بيانيا إجراءات مثل ربط حزام الأمان، واستعدادات للتأثير في تحطم طائرة، والتعامل مع حالات فقدان الضغط الجوي، وكيفية فتح باب خروج الطوارئ أو أطلاق أطواف النجاة في حالة الهبوط في المياه. يسمح التمثيل البياني للبطاقات بأن تكون في متناول أولئك الذين يتحدثون لغة مختلفة، وكذلك للأطفال والركاب الأميين.

## روابط خارجية
- Russian safety cards
- Aircollection club. Collection of Aviation Airline Safety card. Trade and Exchange the Safety Card
- Directory of safety card sites